# Zorzines evanescens
Zorzines evanescens là một loài bướm đêm trong họ Noctuidae.